# Mario Ǵurowski
Mario Ǵurowski, maced. Марио Ѓуровски, serb. Марио Ђуровски, Mario Đurovski (ur. 11 grudnia 1985 w Belgradzie, Jugosławia) – macedoński piłkarz, grający na pozycji ofensywnego pomocnika, reprezentant Macedonii. Posiada również obywatelstwo serbskie.

## Kariera piłkarska

### Kariera klubowa
Rozpoczął karierę piłkarską w klubie FK Crvena zvezda, skąd został wypożyczony do klubów OFK Mladenovac i FK Sopot. W 2004 przeszedł do FK Bežanija. Latem 2007 został zawodnikiem FK Vojvodina Nowy Sad. 1 marca 2011 podpisał 3-letni kontrakt z ukraińskim Metałurhem Donieck. Na początku 2012 przeniósł się do tajskiego Muangthong United. W latach 2016–2017 grał w Bangkok United, w 2018 przeszedł do Bangkok Glass.

### Kariera reprezentacyjna
29 maja 2010 roku zadebiutował w reprezentacji Macedonii w meczu towarzyskim z Azerbejdżanem, w którym strzelił debiutanckiego gola.

## Osiągnięcia
- wicemistrz Serbii: 2009
- finalista Pucharu Serbii: 2010